# 패깅

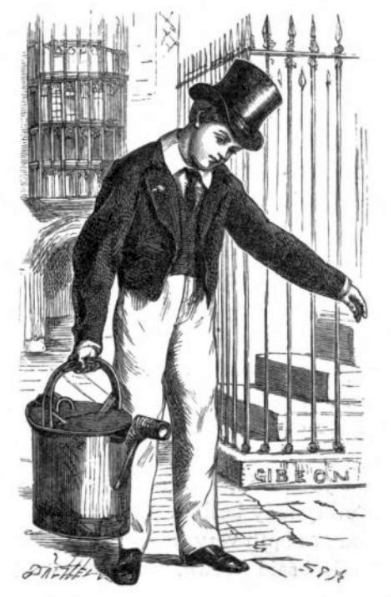

패깅(fagging)은 영국의 퍼블릭 스쿨과 많은 기숙학교에서 벌어지는 전통적인 관습으로, 어린 학생들이 가장 나이가 많은 소년들에게 개인 하인 역할을 하도록 요구받는 행위이다.

## 역사
패깅은 교장의 권한이 사실상 교실에 국한됐던 기숙학교의 질서유지를 위한 구조에서 비롯됐다. 1828년부터 1841년까지 럭비의 교장인 토마스 아널드는 패깅을 학교 당국이 고학년에게 부여한 권력으로 그들이 어린 소년들보다 더 많이 행사하도록 하는 행위로 정의했다. 패깅은 16세기 세인트 폴, 이튼 칼리지, 윈체스터 칼리지에서 완전히 확립된 시스템이었다.
패깅은 양쪽에 대한 권리와 의무를 잘 정립한 것이었다. 때로는 패그 마스터라고 불리기도 하는 선배는 그의 하인들의 보호자였고 그들의 행복과 선행을 책임지고 있었다. 괴롭힘이나 부당함과 같은 교실 밖의 문제가 있을 경우, 후배 소년의 책임은 형식적인 주인이나 가정장이 아니라 그에게 있었고, 가장 중대한 경우를 제외하고는 모든 사건은 패그 마스터, 자신의 책임으로 처리했다.
하인들이 맡은 임무, 걸리는 시간, 그리고 그들의 처우는 매우 다양했다. 각 학교에는 고유의 전통이 있었다. 1900년경까지 하인들의 임무는 부츠 검게 칠하고, 옷을 닦고, 아침식사를 요리하는 것과 같은 보잘것없는 일이었다. 그리고 몇 시간이라는 제한은 없었다. 후에, 가짜는 심부름을 하거나 가짜마스터들의 서재에 차를 가져다 주는 것과 같은 가벼운 일에 제한되었다. 많은 학교에서, 패그 마스터들은 학기 말에 자신의 하인들에게 그들이 노력한 것에 대한 대가로, '패그 팁'이라는 일정 금액을 주어야 했다. 1911년 브리태니커는 이튼 칼리지에서의 역할의 진화를 상세히 기술하고 있다. 학칙에 따르면, 패깅은 가혹한 규율과 교내 체벌을 수반할 수 있다. 패깅은 때때로 성적 학대와 관련이 있었다.
20세기 후반에 기숙교육과 아동발달에 대한 태도가 바뀌면서, 패깅은 쓸모가 없게 되었다. 선배들은 자신들이 하인으로서 선배를 대했고, 곧 자신이 이 제도의 혜택을 누릴 것이라 생각해 이러한 변화를 꺼려했지만, 1960년대와 1980년대 초 사이에 패깅의 의무들이 간소화되었고, 그 후 대부분의 주요 공립학교에서 이 제도는 폐지되었다.  영국에서는 이 관행이 쓸모없게 되었다고 여겨진다.

## 패깅이 드러난 문학과 예술
- E. W. Hornung의 소설, 도둑 신사 A. J.의 이야기는 학교에서 그를 하인으로서 대했던 동료, Bunny Manders에 의해 해설된다.[5]
- P. G. Wodehouse에 의해 쓰여진 학교 이야기의 등장하는 허구의 인물들 중에는 패그들이 있다. 《포툰터스》(1902)의 레지날드 로빈슨(1902)과 《골드 배트》(1904)의 토마스 렌포드(1904) 등이 있다.[6]
- C. S. 루이스의 자서전 예기치 못한 기쁨(1955년)에서는 패깅을 언급하고 있다.[7]
- 1984년 자서전에서 로알드 달은 그가 어렸을 때, 렙톤 스쿨의 더 나이 많은 소년들을 위해 화장실 자리를 따뜻하게 하도록 지시받았다고 말한다.[8]
- 야나 토보소의 만화 시리즈인 흑집사는 극중의 공립학교 아크에서 패깅 관습에 대해 보여주며, 주인공인 씨엘 팬텀히브가 웨스턴 칼리지의 사건 조사에 참여해, 패그가 되었다.

## 같이 보기
- 데도브시나
- 신고식
- 기수 열외